# Затоплені селища на Дністрі
Затоплені селища на Дністрі — населені пункти, які повністю або частково зникли під водою Дністровського водосховища після введення в експлуатацію гідроелектростанції у 1981—1987 роках.

## Будівництво ГЕС

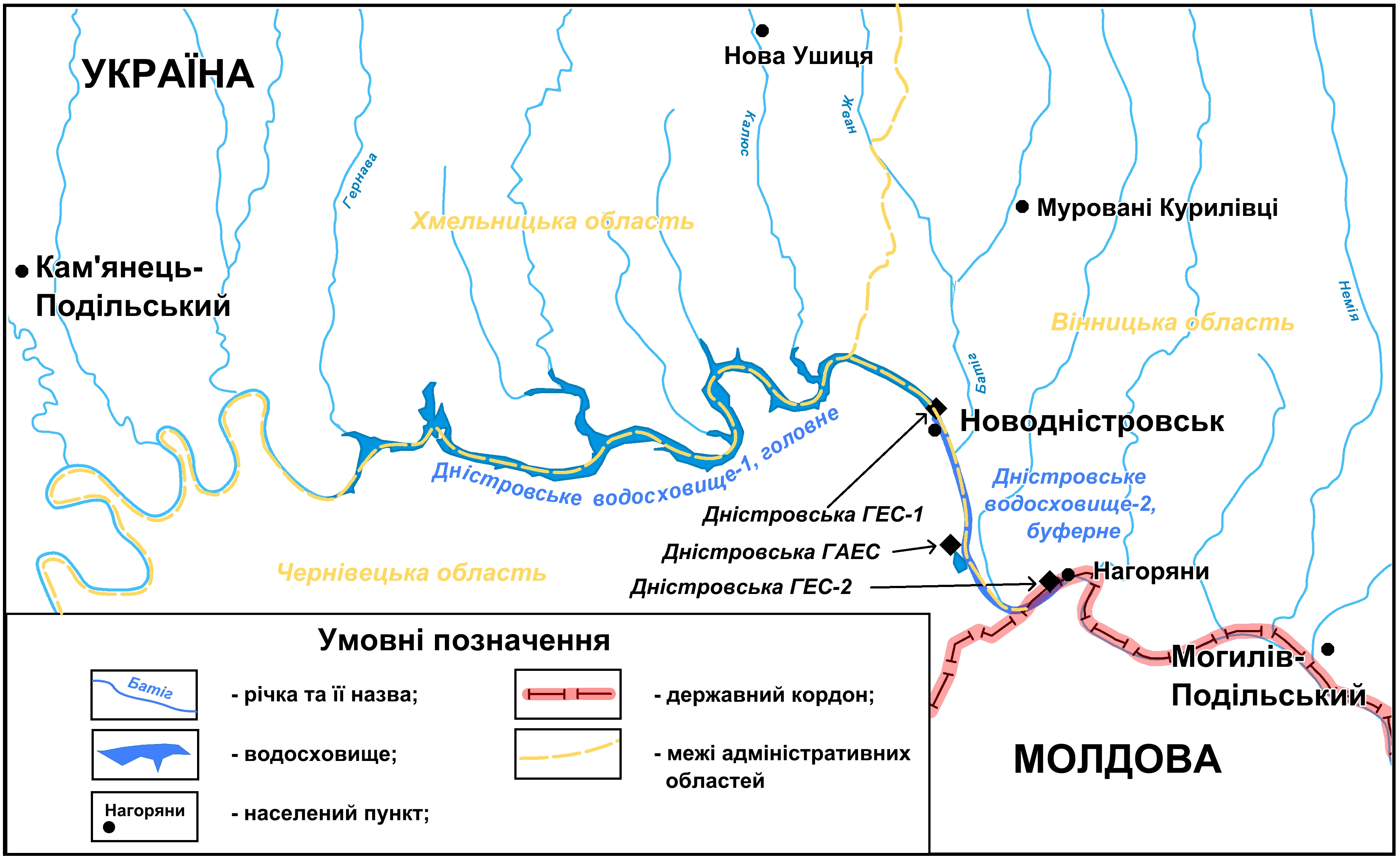
Картосхема Дністровських водосховищ

Річка Дністер є третьою за довжиною в Україні і восьмою в Європі, протікає через Україну, Молдову та Польщу. Загалом в Україні ріка має довжину 912 км, а русло і береги річки, розміщені в середній течії, входять у межі чотирьох національних природних парків — Галицький, Дністровський каньйон, Хотинський та Подільські Товтри.
Причинами, що зумовили ухвалення рішення про будівництво гідроелектростанції, були необхідність забезпечення компенсуючими попусками водопостачання, зрошення земель, боротьба з повенями та вироблення електроенергії.
Чутки про можливе затоплення почали ходити ще у 1960-х. Підготовчі роботи на Дністровському комплексному гідровузлі почалися у 1973 році. Переселення жителів сіл тривало вісім років, а заповнення долини водою тривало ще шість років. Держава компенсувала лише невелику частину витрат, або виділяла землю в іншому місці. За спогадами Тараса Горбняка, ставилася умова отримання 20 % компенсації: самостійно зруйнувати свою хату, вирубати дерева, іншими словами, своїми руками знищити своє родинне гніздо. Також переносились цвинтарі.
Перше перекриття Дністра відбулось 1977 року, а 24 жовтня 1981 почалось заповнення басейну водою, яке тривало шість років. Консенсусна думка на сьогодні полягає в тому, що дороговартісний проєкт не врахував негативного досвіду соціального впливу Київського, Каховського і Канівського водосховищ, завдав великої шкоди аграрному сектору придністровських областей, породив низку нових екологічних проблем.

## Затоплені села
Загалом переселено 7486 дворів із 31 села двох областей — Чернівецької та Хмельницької. Первісно планувалося переселити 63 села Чернівецької, Хмельницької, Тернопільської та Вінницької областей. Вода зайняла 16 тис. га землі, з яких 100 га лісу.
Перелік повністю затоплених сіл на Дністрі та його притоках (деякі з них перенесено вище зі збереженням назви):
| Правий берег (Чернівецька область) | Правий берег (Чернівецька область)                                   | Лівий берег (Хмельницька область) | Лівий берег (Хмельницька область)                                                                                       |
| ---------------------------------- | -------------------------------------------------------------------- | --------------------------------- | --- |
| Село                               | Примітки                                                             | Село                              | Примітки |
| Атаки                              |                                                                      | Лука-Врубловецька                 | |
| Комарів Яр                         |                                                                      | Мар'янівка                        | |
| Молодове                           |                                                                      | Віліямівка                        | |
| Кормань                            | перенесене вище                                                      | Студениця                         | |
| Непоротове                         |                                                                      | Бакота                            | |
| Вишнева                            |                                                                      | Теремці                           | |
| Макарівка                          | перенесене вище                                                      | Дурняківці (Наддністрянка)        | приєднане до с. Гораївка                                                                                                |
| Дарабани                           | переселено у сусідні Анадоли; територію колишнього села не затоплено | Конилівка                         | |
| Шиянський Яр                       |                                                                      | Ушиця                             | р. Ушиця. Перенесене і назване Стара Ушиця                                                                              |
|                                    |                                                                      | Кривчани                          | р. Ушиця |
|                                    |                                                                      | Раколупинці                       | |
|                                    |                                                                      | Лоєвці                            | |
|                                    |                                                                      | Малий Берег                       | |
|                                    |                                                                      | Калюс                             | |
|                                    |                                                                      | Гарячинці                         | |
|                                    |                                                                      | Великий Берег                     | |
|                                    |                                                                      | Нижні Патринці                    | р. Студениця. Див. Патринці. Жителі переселені, але місце, де лежало село історично, збереглося разом із руїнами церкви |
|                                    |                                                                      | Китайгород (долина)               | р. Тернава |
|                                    |                                                                      | Чугор                             | р. Ушиця |
|                                    |                                                                      | Яр Косиковецький                  | р. Ушиця |
|                                    |                                                                      | Сокілець                          | р. Ушиця. Жителі переселені, але історична частина села разом із церквою та руїнами костелу збереглася                  |
|                                    |                                                                      | Кормань                           | перенесене вище |

## Пам'ять про села

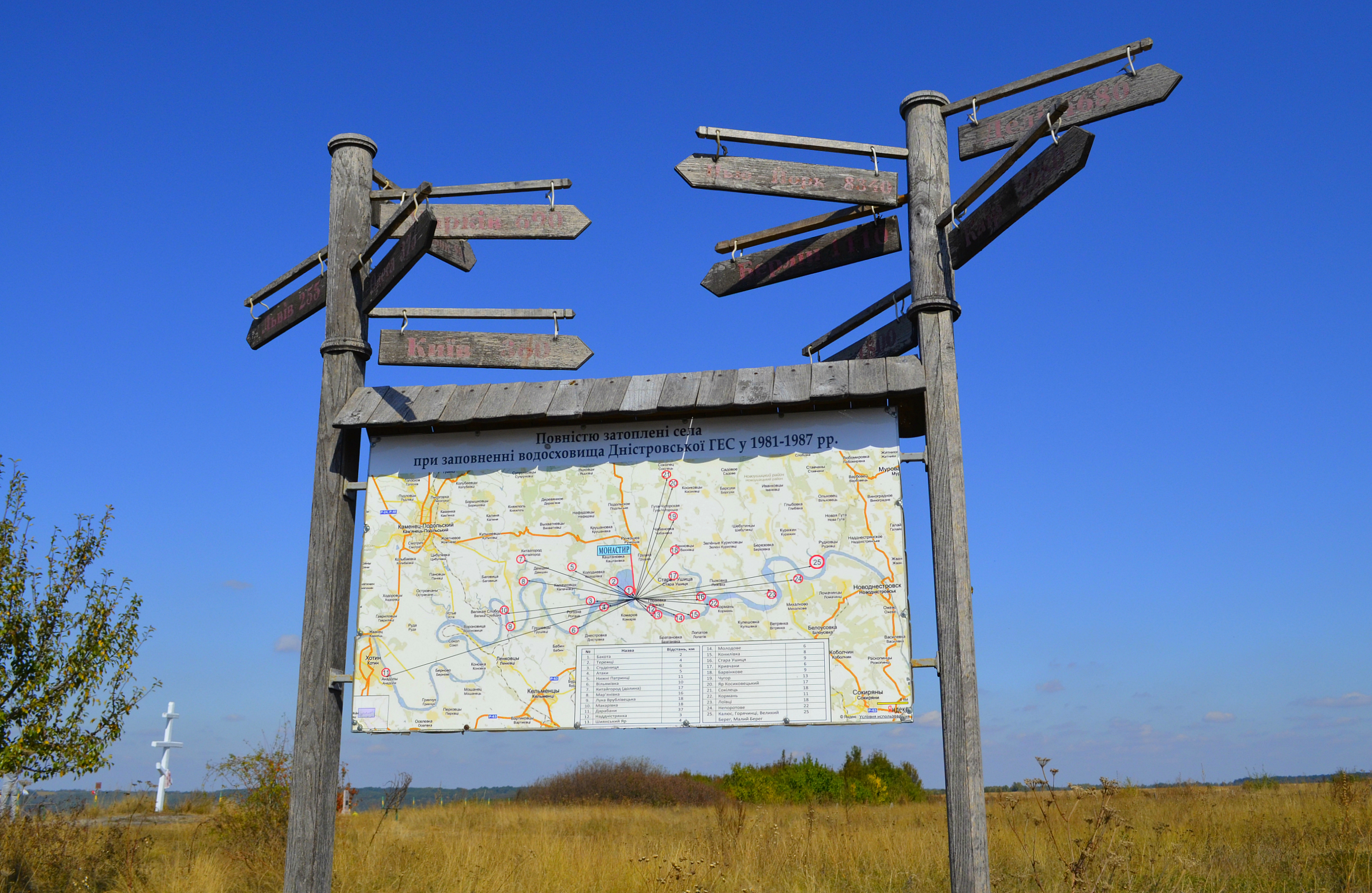
Інформаційний плакат з переліком затоплених сіл на березі Бакоти

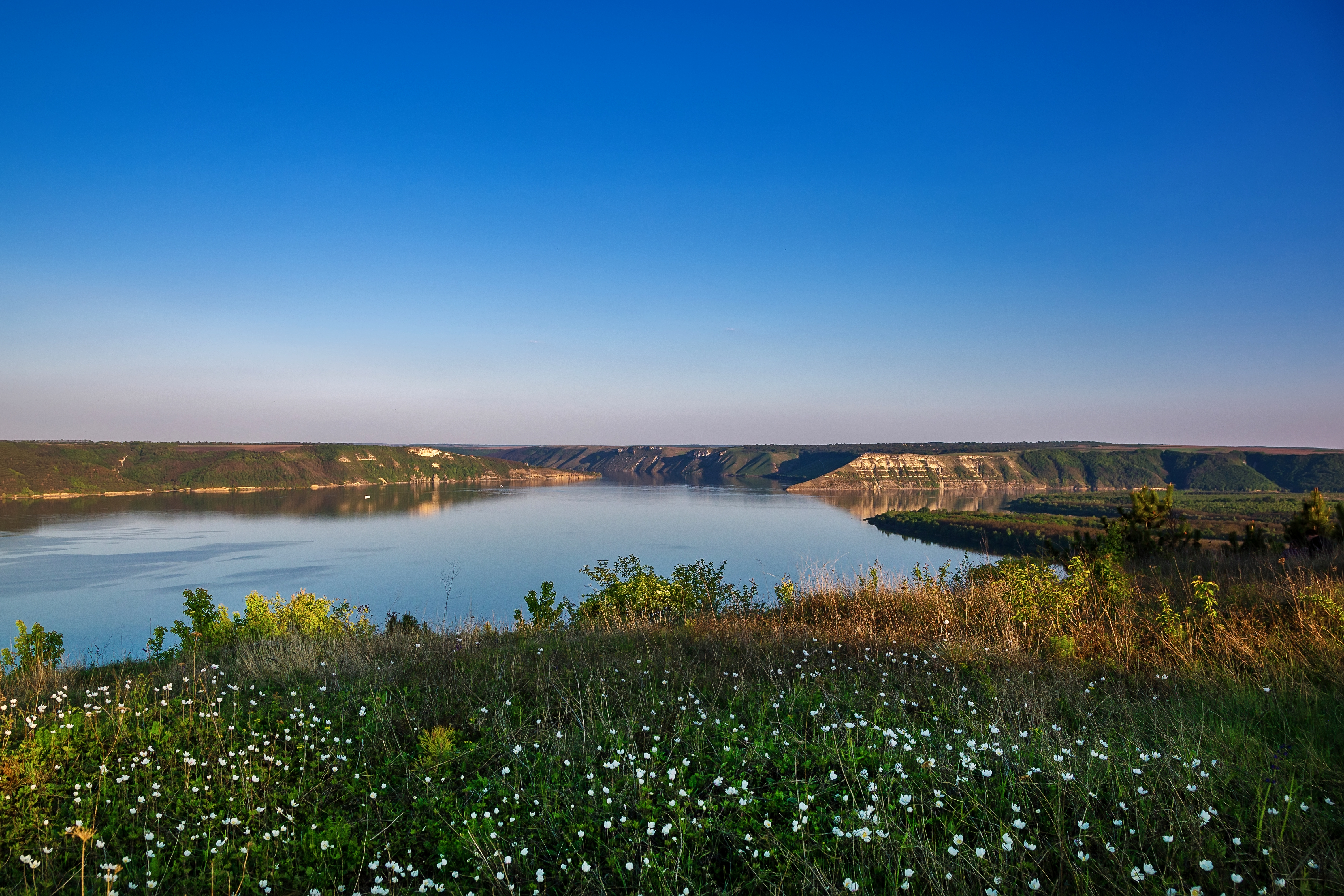
Берег Дністровського водосховища від с. Пижівка до с. Рудківці

1987 року вода досягла сучасного рівня. З того часу місцеві активісти влаштовують регулярні зустрічі односельчан затоплених сіл, зокрема Бакоти.
В НПП «Хотинський» виготовляють інформаційні стенди «Затоплені села Дністра», що встановлюються на місцях зниклих поселень.
Про долю місцини написано декілька книжок, серед яких:
- Марія Чумарна, «Земля між вогнями» (1986)
- Володимир Маняк, «Земля людей» (1988)
- Тарас Горбняк, «Бакота — затоплена доля» (2004)
- Тарас Горбняк, «Давня Бакота» (2009)
- Степан Ковальчук, Людмила Любінська, Юрій Сорочан, «Водні багатства Хмельниччини» (2012)
- Іван Покотило, «Велика вода» (не видана)[10][6].

## Подальший розвиток гідроенергетики Дністра
Урядову програму розвитку гідроенергетики на період до 2026 року схвалено 13 липня 2016 року. Серед іншого, вона передбачала зведення шести Верхньодністровських гідроелектростанцій (ГЕС) на Дністрі. Планувалося, що каскад цих ГЕС, які будуть розташовані в Івано-Франківській, Тернопільській та Чернівецькій областях, розтягнеться на 220 кілометрів. Шість ГЕС мають додатково дати 390 МВт потужності.
На думку розробників програми, введення Дністровської ГАЕС в експлуатацію дасть змогу покрити попит на пікову потужність в об'єднаній енергетичній системі України і покращить можливість перетоків енергії із суміжними енергосистемами європейських країн. У зв'язку з будівництвом Дністровської ГАЕС у регіоні з'явилися об'єкти соціальної інфраструктури; крім того, створення водосховищ поліпшить умови водопостачання, рибного господарства, рекреації, екологічних умов в меженні періоди маловодних рік, а з урахуванням сприятливих кліматичних та природних умов підвищиться цінність земель у прибережній зоні водосховищ.
У квітні 2019 Укргідроенерго заявило про призупинення планів будівництва Верхньодністровського каскаду ГЕС, пішовши на зустріч вимогам двосторонньої молдовсько-української Комісії зі сталого використання і охорони басейну річки Дністер.
Тема зведення ГЕС на Дністрі отримала великий резонанс у колах громадянського суспільства. Активісти вказують, що реалізація проекту каскаду Верхньодністровських ГЕС може спричинити затоплення населених пунктів, які розташовані поблизу Дністра, пам'яток археології та архітектури; греблі унеможливлять розвиток водного туризму; будуть знищені деякі види тварин і рослин, а також порушені природні умови їхнього проживання. Через зміну ландшафтів можуть зникнути природні ареали проживання рідкісних видів.
За словами проф. Богдана Рідуша, побудова ГЕС загрожує також археологічним пам'яткам світового рівня: «Якщо рівень води у Дорошівцях підніметься на 12 метрів, то багато пам'яток втратить назавжди не лише історія України, а й цілої Європи. Адже вони ще повністю не досліджені».
Тернопільська та Івано-Франківська обласні ради, громадські й екологічні організації України та Молдови висловили підтримку противникам ГЕС.